# With the Invisible
With the Invisible è il secondo EP del gruppo indie rock britannico The Servant. È stato pubblicato nel 2000, come parte di un doppio album del quale faceva parte anche l'EP Mathematics, che era stato pubblicato precedentemente nel 1999. Come Mathematics, With the Invisible contiene 6 tracce.

## Tracce
1. Biro – 4:07
2. Milk Chocolate – 4:24
3. In a Public Place – 3:52
4. The Entire Universe – 4:09
5. Driving at Night – 3:44
6. She Cursed me – 7:06

## Singoli
- In a Public Place (2001)
- Milk Chocolate (2001 - promo)